# Ward County, North Dakota
Ward County är ett administrativt område i delstaten North Dakota, USA. År 2010 hade countyt  61 675 invånare. De administrativa huvudorterna (county seat) är Burlington och Minot. 

## Geografi
Enligt United States Census Bureau har countyt en total area på 5 325 km². 5214 km² av den arean är land och 111 km² är vatten. 

### Angränsande countyn
- Renville County - nord
- McHenry County - öst
- McLean County - syd
- Mountrail County - väst
- Burke County - nordväst